# Ifriqiya
Ifriqiya sau Ifriqiyah (arabă إفريقية) este denumirea arabă medievală dată provinciei romane Africa, de la care provine. Zona respectivă cuprindea regiunile de coastă din vestul Libiei moderne, Tunisia și estul Algeriei.